# Olenegorsk
Olenegorsk (russisch Оленегорск) ist eine Stadt in der Oblast Murmansk (Russland) mit 23.072 Einwohnern (Stand 14. Oktober 2010).

## Geografie
Olenegorsk liegt auf der Kolahalbinsel jenseits des nördlichen Polarkreises, etwa 110 km südlich der Oblasthauptstadt Murmansk. Im Bereich der Stadt verläuft die Wasserscheide zwischen Barentssee (Seen Kachosero und Kolosero nordwestlich der Stadt; Abfluss bildet die Kola) und Weißem Meer (See Permussosero östlich sowie Nordende des Imandrasees südöstlich der Stadt).
Olenegorsk ist der Oblast administrativ direkt unterstellt.

## Name und Geschichte

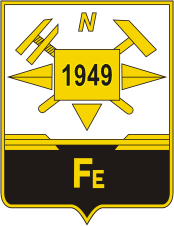
Sowjetisches Stadtwappen

1574 ist das Datum der Ersterwähnung des samischen Pogosts Maselga (russisch Maselgsky pogost/Масельгский погост) im Gebiet der heutigen Stadt Olenegorsk. Maselga war eine zum kildinsamischen Sprachgebiet gehörende Siida.
Der heutige Ort entstand 1916 als Siedlung Olenja um den hier an der Murmanbahn errichteten gleichnamigen „Bahnhof Olenja“ (heute „Bahnhof Olenegorsk“). Olenja ist ein aus dem russischen Substantiv olen („Rentier, Hirsch“) abgeleitetes Adjektiv. Die Verwendung von sogenannten „Beziehungsadjektiven“ für die Bildung von entsprechenden Ortsnamen ist ein übliches Muster im Russischen.
Im Zusammenhang mit der Förderung von Eisenerz aus der 1932 entdeckten Lagerstätte im Bergwerk Olenegorsky (olenegorsky rudnik/Оленегорский рудник) im Jahre 1949 begann die Errichtung der eigentlichen Stadt. Am 27. März 1957 wurde unter dem heutigen Namen das Stadtrecht verliehen. Die Wortzusammensetzung Olenegorsky ist ebenfalls ein Beziehungsadjektiv und hat die wörtliche Grundbedeutung „Rentierberg“, siehe auch Wappen und der Flagge der Stadt. Der Name der Stadt – mit der für die Bildung von Städtenamen produktiven Endung -gorsk (von gora „Berg“) – entspricht dem Namen des Bergwerks.
Ins Kildinsamische, der Sprache der Urbevölkerung des Gebietes, wird der russische Name entweder als Puudse lann (Пӯдзэ ланнҍ „Rentier-Stadt“) oder als Puudse vaarr (Пӯдзэ ва̄ррь „Rentier-Berg“) übersetzt.
Bevölkerungsentwicklung
| Jahr | Einwohner |
| ---- | --------- |
| 1959 | 12.110    |
| 1970 | 21.485    |
| 1979 | 27.369    |
| 1989 | 35.584    |
| 2002 | 25.166    |
| 2010 | 23.072    |

Anmerkung: Volkszählungsdaten

## Wirtschaft
Neben der stadtbildprägenden Förderung (im Tagebau) und Anreicherung von Eisenerz gibt es in der Stadt Betriebe des Maschinenbaus und der metallverarbeitenden Industrie, der Baumaterialienwirtschaft und der Lebensmittelindustrie.

## Verkehr
Die Stadt liegt an der 1917 eröffneten Murmanbahn, einer heute zur Oktoberbahn der RZD gehörenden Eisenbahnstrecke von Sankt Petersburg nach Murmansk (Station Olenja, Streckenkilometer 1335). Hier zweigt eine 30 Kilometer lange Nebenstrecke nach Montschegorsk ab. 
Durch Olenegorsk verläuft auch die Fernstraße M18 Sankt Petersburg–Seweromorsk.
Einige Kilometer östlich der Stadt und des Permussosero befindet sich der Militärflugplatz Olenja mit zugehöriger Siedlung Wyssoki. Von dort startete am 30. Oktober 1961 ein Bomber Tupolew Tu-95 in Richtung Nowaja Semlja, um über dem dortigen Testgelände die mit über 50 Megatonnen stärkste je gezündete Wasserstoffbombe abzuwerfen, die sogenannte Zar-Bombe.

## Söhne und Töchter der Stadt
- Dmitri Treschtschow (* 1964), Mathematiker und Mechanik-Experte
- Dmitri Wlassenkow (* 1978), Eishockeyspieler
- Nikita Wyglasow (* 1985), Eishockeyspieler
- Jekaterina Grigorjewa (* 1989), Model
- Daniil Ejbog (* 1997), Shorttracker
- Ljudmila Samsonowa (* 1998), Tennisspielerin